# Kernkraftwerk Barakah
Das Kernkraftwerk Barakah (arabisch محطة براكة للطاقة النووية, DMG Maḥaṭṭat Barrāka li-ṭ-Ṭāqa an-nawawiyya) ist das erste Kernkraftwerk der Vereinigten Arabischen Emirate (VAE) und befindet sich ca. 53 km westlich der Stadt Ruwais im Emirat Abu Dhabi. Es besteht aus vier Blöcken mit je einem Druckwasserreaktor vom Typ APR-1400, die sich alle im kommerziellen Betrieb befinden.

## Geschichte
Mit Stand September 2015 verfügten die VAE über eine installierte Leistung von 19 GW, die fast ausschließlich aus Gaskraftwerken bestand. Der Verbrauch an elektrischer Energie wächst mit ca. 9 % pro Jahr und es wurde erwartet, dass die Erzeugungskapazität bis 2020 auf 40 GW steigen müsse, um den Bedarf zu decken. Die VAE begannen deshalb ab 2008 mit Studien zur Nutzung von Kernkraftwerken und gründeten im Dezember 2009 die Emirates Nuclear Energy Corporation (ENEC).
Im Dezember 2009 gewann ein Konsortium, geführt von dem südkoreanischen Stromversorger KEPCO die Ausschreibung zum Bau von vier Reaktoren. Der Auftragswert für den Bau und die Inbetriebnahme des Kraftwerks sowie der Erstversorgung mit Brennelementen lag bei 20,4 Mrd. USD. Die Erzeugungskosten des Stroms aus dem Kernkraftwerk sollten bei einem Viertel derjenigen aus Gaskraftwerken liegen. Die Gesamtkosten des Projekts werden auf 32 Mrd. USD geschätzt.
Die Grundsteinlegung für das Kraftwerk fand am 17. März 2011 statt. Anwesend war u. a. der damalige südkoreanische Präsident Lee Myung-bak. Im September 2015 waren mehr als 18.000 Arbeiter auf der Baustelle beschäftigt.

## Block 1
Der erste Beton für das Fundament von Reaktorblock 1 wurde am 19. Juli 2012 gegossen.  Am 30. Mai 2014 wurde der Reaktordruckbehälter aus Korea geliefert. Er hat eine Höhe von 12 m, einen Durchmesser von 6 m und ein Gewicht von über 400 t. Im September 2015 war Block 1 zu mehr als 75 % fertiggestellt. Anfang Mai 2017 wurde bekanntgegeben, dass der Block fertiggestellt sei; der Betreiber, die Nawah Energy Company, musste jetzt die behördliche Genehmigung zum Laden der Brennelemente in den Reaktorkern erlangen.
Im Januar 2018 teilte Christer Viktorsson, der Generaldirektor der Genehmigungsbehörde Federal Authority for Nuclear Regulation (FANR) mit, dass die Nawah personell und organisatorisch noch nicht auf dem Stand sei, der nötig wäre, um die Betriebslizenz zu erlangen, und es schwer wäre, zu sagen, wann dieser Stand erreicht würde. Im November 2019 wurde ein Pre-Start Up Review (PSUR) durch Fachleute der World Association of Nuclear Operators (WANO) durchgeführt. Im Januar 2020 gab die WANO als Ergebnis des PSUR bekannt, dass Block 1 betriebsbereit sei. Dieser wurde am 1. August 2020 erstmals kritisch, am 19. des Monats wurde die Netzsynchronisation hergestellt, am 7. Dezember 2020 erreichte der Reaktor erstmals seine volle Leistung und am 6. April 2021 begann der kommerzielle Betrieb.

## Block 2
Die Grundsteinlegung für Block 2 erfolgte am 29. Mai 2013, am 17. Juni 2015 wurde der Reaktordruckbehälter installiert. Die Konstruktionsarbeiten wurden im Juli 2020 abgeschlossen. Der Reaktorblock wurde am 27. August 2021 erstmals kritisch, am 14. September 2021 wurde die Netzsynchronisation hergestellt und am 24. März 2022 begann der kommerzielle Betrieb.

## Block 3
Der erste Beton für das Fundament von Block 3 wurde am 24. September 2014 gegossen. Dem vorausgegangen waren Erdarbeiten und das Vorbereiten der Baugrube, die zwölf Monate in Anspruch nahmen. Im November 2021 wurden die Bauarbeiten abgeschlossen. Am 22. September 2022 wurde Block 3 erstmals kritisch, am 10. Oktober 2022 wurde die Netzsynchronisation hergestellt. Am 24. Februar 2023 begann der kommerzielle Betrieb.

## Block 4
Der offizielle Baubeginn für den Block 4 wurde am 2. September 2015 gefeiert. Im April 2018 wurde das Reaktorgebäude vollendet. Im Juli 2022 wurden die Hot-Tests abgeschlossen. Am 19. Dezember 2023 wurde der Reaktor mit Brennstoff beladen, am 1. März 2024 wurde er erstmals kritisch und am 23. März 2024 erfolgte die Netzsynchronisation. Am 5. September 2024 begann der kommerzielle Betrieb.

## Daten der Reaktorblöcke
| Name    | Block | Reaktor- typ | Modell   | Status     | Leistung [MWe] | Leistung [MWe] | Bau- beginn | Erste Kritikalität | Erste Netz- synchro- nisation | Kommer- zieller Betrieb (geplant) | Ein- spei- sung [TWh] |
| Name    | Block | Reaktor- typ | Modell   | Status     | Netto          | Brutto         | Bau- beginn | Erste Kritikalität | Erste Netz- synchro- nisation | Kommer- zieller Betrieb (geplant) | Ein- spei- sung [TWh] |
| ------- | ----- | ------------ | -------- | ---------- | -------------- | -------------- | ----------- | ------------------ | ----------------------------- | --------------------------------- | --------------------- |
| Barakah | 1     | PWR          | APR-1400 | In Betrieb | 1337           | 1417           | 19.07.2012  | 19.08.2020         | 01.04.2021                    | –                                 | 29,17                 |
| Barakah | 2     | PWR          | APR-1400 | In Betrieb | 1337           | 1417           | 16.04.2013  | 14.09.2021         | 24.03.2022                    | –                                 | 21,39                 |
| Barakah | 3     | PWR          | APR-1400 | In Betrieb | 1337           | 1417           | 24.09.2014  | 10.10.2022         | 24.02.2023                    | –                                 | 11,63                 |
| Barakah | 4     | PWR          | APR-1400 | In Betrieb | 1337           | 1417           | 30.07.2015  | 23.03.2024         | 05.09.2024                    | –                                 | –                     |

Die Bauzeiten der Blöcke um acht Jahre liegen im Bereich, welcher von führenden Kernkraft-Nationen während ihrer stärksten Ausbauphase erreicht wurde, was insofern bemerkenswert ist, als es sich um die ersten Reaktoren des Landes handelte und ein erhebliches Ausmaß an Technologietransfer Teil des Projekts ist. Mit 1,4 Gigawatt elektrischer Leistung sind die Blöcke unter den eher leistungsstarken, wobei der EPR als derzeit leistungsstärkster Reaktor der Welt bei 1,6 GW elektrischer Nettoleistung liegt.

## Trivia
Die 2023 herausgegebene 1000-VAE-Dirham-Note zeigt auf der Rückseite das Kernkraftwerk.